# Kouros de Munich
Le kouros de Munich est une grande statue en marbre datant de l'époque archaïque grecque, représentant un jeune homme de l'Attique. L'œuvre est conservée à la Glyptothèque de Munich, en Allemagne, sous le numéro d'inventaire 169.

## Historique
Le kouros de Munich est l'un des premiers exemples du groupe Ptôon 12 : il date donc d'environ une décennie avant la création de la frise du trésor de Siphnos de Delphes, en 525 av. J.-C.. Il se trouvait à l'origine à Athènes, mais a été déposé et enterré relativement peu de temps après - peut-être en 480 av. J.-C. par les Perses lors de la destruction d'Athènes. Après sa découverte, la Glyptothèque de Munich en fait l'acquisition en 1910.

## Description
Le kouros de Munich est en marbre de Paros et mesure 2,08 m (2,11 m avec le socle). La coloration brun-rouge de la surface de la pierre est due à son séjour dans un sol ferrugineux . Les proportions lourdes et les cheveux courts du kouros représentent un idéal athlétique.
Le visage est plein et rond-ovale, et vu de côté, il atteint une profondeur inconnue dans les statues plus anciennes. Le sourire archaïque typique des statues de l'époque parcourt les lèvres. Les yeux sont en forme d'amande et, contrairement aux statues plus anciennes, les oreilles sont reproduites de manière réaliste. Le visage est encadré de boucles en spirale suspendues en trois dimensions qui se divisent au milieu du front, contrairement aux kouroi antérieurs qui ont les cheveux mi-longs.
Les larges épaules sont au même niveau. Les bras librement travaillés pendent parallèlement au corps, les avant-bras sont légèrement inclinés vers l'avant, les mains serrées en poings reliés au corps par de petits ponts de marbre. Le traitement du dos, avec ses sillons schématiques qui indiquent différentes parties musculaires allant de la colonne vertébrale aux flancs en passant par les omoplates, est basé sur des modèles plus anciens.
La jambe gauche est placée en avant, le pied droit légèrement en arrière, sans reproduire un motif de mouvement. La position des jambes n'affecte guère la conception du bassin, qui n'indique qu'imperceptiblement que le côté gauche est relevé.
En raison de ses caractéristiques stylistiques, le kouros est daté d'environ 540-530 av. J.-C. Il est proche du kouros de Kroisos, lui aussi originaire d'Attique.

## Sources et références
1. 1 2  Richter 1960, p. 118.
2. ↑  Richter 1960, p. 115.
3. 1 2 3  Wünsche 2007, p. 28.
4. 1 2  Wünsche 2007, p. 26.